# 0968
0968 è il prefisso telefonico del distretto di Lamezia Terme, appartenente al compartimento di Catanzaro.
Il distretto comprende la parte occidentale della provincia di Catanzaro, due comuni della provincia di Vibo Valentia e il comune di Panettieri (CS). Confina con i distretti di Paola (0982) e di Cosenza (0984) a nord, di Catanzaro (0961) a est, di Soverato (0967) a sud-est e di Vibo Valentia (0963) a sud.

## Aree locali e comuni
Il distretto di Lamezia Terme comprende 26 comuni inclusi nelle 3 aree locali di Lamezia Terme, Maida e Nocera Terinese (ex settori di Decollatura, Nocera Terinese e Serrastretta). I comuni compresi nel distretto sono: Carlopoli, Cicala, Conflenti, Cortale, Curinga, Decollatura, Falerna, Feroleto Antico, Filadelfia (VV), Francavilla Angitola (VV), Girifalco, Gizzeria, Jacurso, Lamezia Terme, Maida, Martirano, Martirano Lombardo, Motta Santa Lucia, Nocera Terinese, Panettieri (CS), Pianopoli, Platania, San Mango d'Aquino, San Pietro a Maida, Serrastretta e Soveria Mannelli .